# Calciumacetylacetonat
Calciumacetylacetonat ist eine chemische Verbindung des Calciums aus der Gruppe der substituierten Alkoholate und ein Derivat des Acetylacetons.

## Gewinnung und Darstellung
Calciumacetylacetonat kann durch Reaktion von Calciumchlorid oder Calciumhydroxid mit Acetylaceton in Natriumhydroxidlösung gewonnen werden.

## Eigenschaften
Calciumacetylacetonat ist ein brennbarer, schwer entzündbarer, wenig flüchtiger, weißer, geruchloser Feststoff, der wenig löslich in Wasser ist. Er zersetzt sich bei Erhitzung über 280 °C. Seine wässrige Lösung reagiert alkalisch.

## Verwendung
Calciumacetylacetonat wird wie Magnesiumacetylacetonat und Zinkacetylacetonat als Stabilisator in PVC verwendet. 
Es wird auch als Katalysator eingesetzt.

## Risikobewertung
Calciumacetylacetonat wurde 2015 von der EU gemäß der Verordnung (EG) Nr. 1907/2006 (REACH) im Rahmen der Stoffbewertung in den fortlaufenden Aktionsplan der Gemeinschaft (CoRAP) aufgenommen. Hierbei werden die Auswirkungen des Stoffs auf die menschliche Gesundheit bzw. die Umwelt neu bewertet und ggf. Folgemaßnahmen eingeleitet. Ursächlich für die Aufnahme von Calciumacetylacetonat waren die Besorgnisse bezüglich Exposition von Arbeitnehmern, hoher (aggregierter) Tonnage und anderer gefahrenbezogener Bedenken sowie der vermuteten Gefahren durch sensibilisierende Eigenschaften. Die Neubewertung fand ab 2015 statt und wurde von Deutschland durchgeführt. Anschließend wurde ein Abschlussbericht veröffentlicht.